# Xã Athens, Quận Williams, Bắc Dakota
Xã Athens (tiếng Anh: Athens Township) là một xã thuộc quận Williams, tiểu bang Bắc Dakota, Hoa Kỳ. Năm 2010, dân số của xã này là 22 người.